# Municipio de Jackson (condado de Noble)
El municipio de Jackson (en inglés: Jackson Township) es un municipio ubicado en el condado de Noble en el estado estadounidense de Ohio. En el año 2010 tenía una población de 528 habitantes y una densidad poblacional de 6,29 personas por km².

## Geografía
El municipio de Jackson se encuentra ubicado en las coordenadas 39°37′20″N 81°31′16″O / 39.62222, -81.52111. Según la Oficina del Censo de los Estados Unidos, el municipio tiene una superficie total de 83.91 km², de la cual 83,67 km² corresponden a tierra firme y (0,28 %) 0,24 km² es agua.

## Demografía
Según el censo de 2010, había 528 personas residiendo en el municipio de Jackson. La densidad de población era de 6,29 hab./km². De los 528 habitantes, el municipio de Jackson estaba compuesto por el 97,73 % blancos, el 0,19 % eran afroamericanos y el 2,08 % eran de una mezcla de razas. Del total de la población el 0,38 % eran hispanos o latinos de cualquier raza.